# Poipet
Poipet é uma cidade do Camboja, localizada no distrito de Ou Chrov, na província de Banteay Meanchey. Situada na Fronteira Tailândia-Camboja, é um ponto de passagem fundamental entre os dois países e também muito popular por conta de suas atividades com jogos. Há uma tira de casinos e hotéis entre os contadores de controlo de passaportes cambojanos e tailandeses, permitindo que os Tais realizem jogos no Camboja sem a necessidade de passar pela imigração cambojana. Esta área onde estão os casinos é conhecida como uma "zona especial", que impede os cambojanos por conta dos jogos de azar. Há uma outra fronteira no lado cambojano desta área, em que é preciso passar antes de ser livre para viajar para dentro do resto do país.
Poipet limita-se com a cidade de Aranyaprathet, no lado tailandês da fronteira. A população de Poipet aumentou de 43.366 no censo de 1998 para 89.549 no censo de 2008, tornando-se a quarta mais populosa na porção oeste do Camboja, apenas à frente de Sihanoukville, e maior do que a capital de sua província, Sisophon.

## Transportes
A fronteira em Poipet serve como um terminal do sistema ferroviário do Camboja, embora em 2006 a restauração das trilhas em Poipet e sua ligação para a linha ferroviária de Sisophon tenha sido proposto. Em 2008, um acordo foi preparado para uma empresa australiana realizar este trabalho. Em 2009, a Tailândia aprovou uma legislação para construir um trilho a partir de Banguecoque para Poipet.

## Gallery

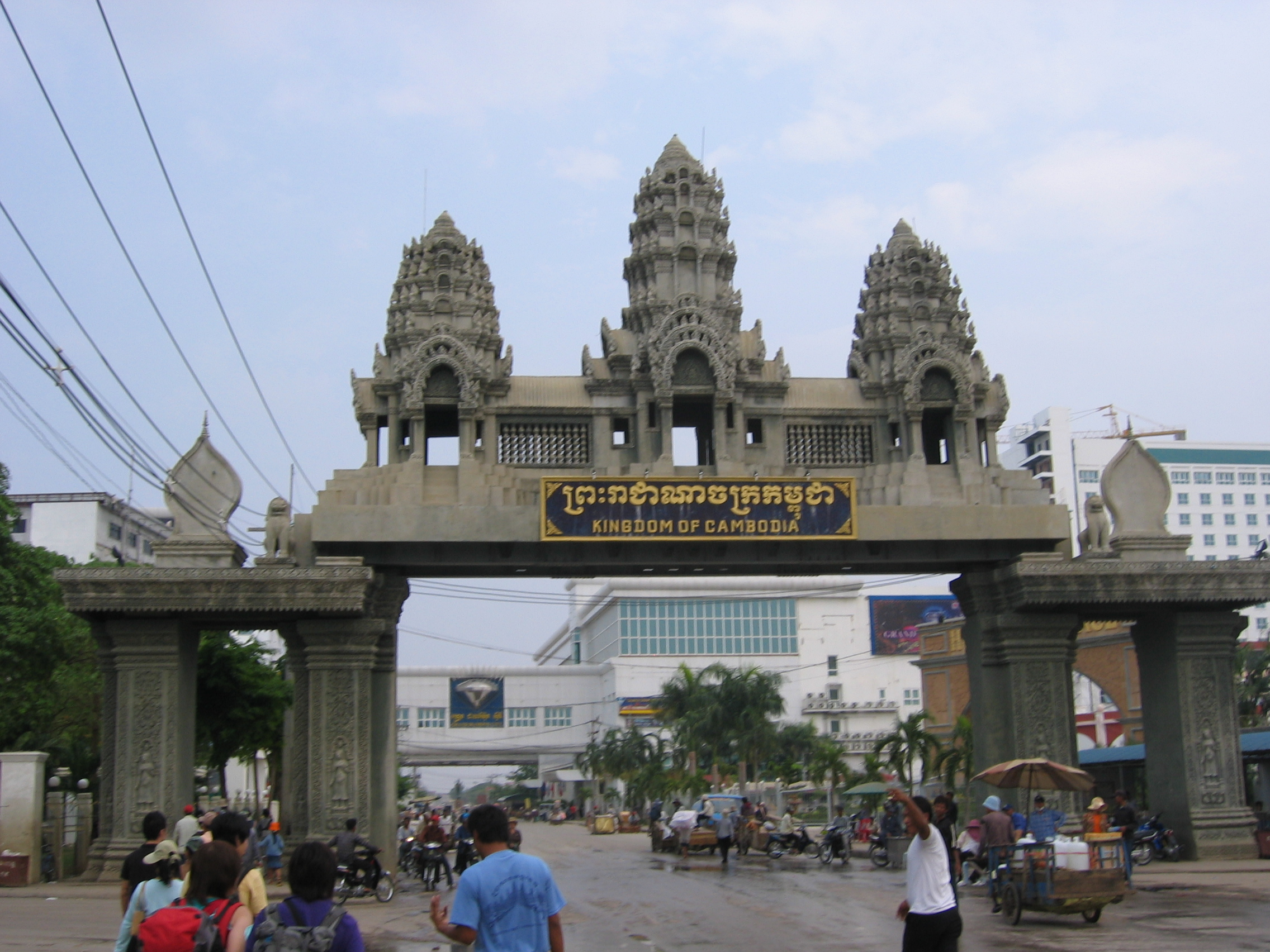
Fronteira entre Tailândia e Camboja, em Poipet
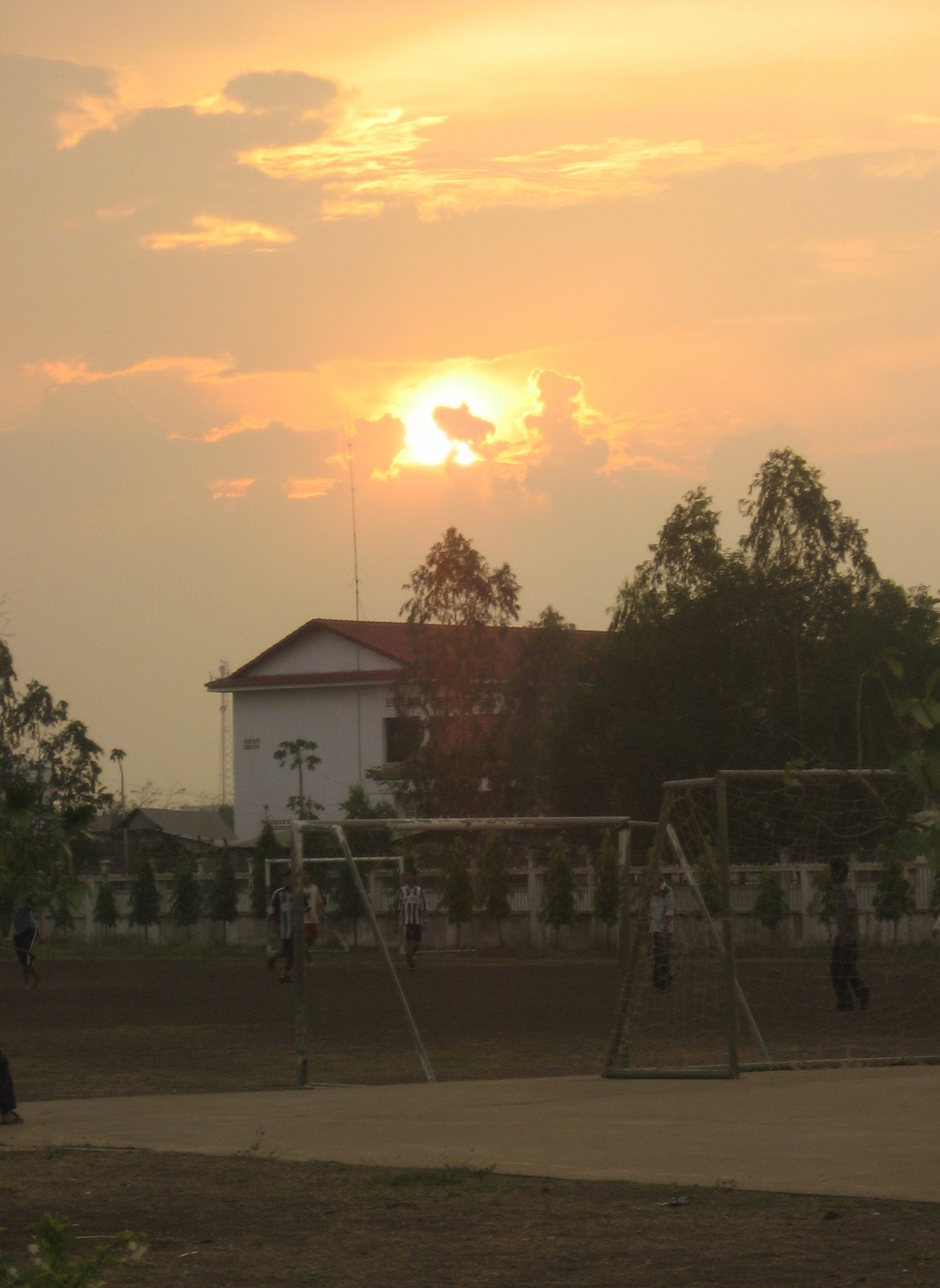
Pôr-do-sol em Poipet